# Flora de Estados Unidos
La flora nativa de Estados Unidos incluye cerca de 17.000 especies de plantas vasculares, además de decenas de miles de especies de plantas y organismos con aspecto de planta como algas, líquenes y otros hongos y musgos. Estados Unidos posee una de las más diversas floras templadas en el mundo, sólo comparable a la de China.
La mayor parte del territorio del país tiene un clima templado, Alaska tiene vastas zonas árticas, la parte sur de Florida es tropical, así como Hawái (incluyendo las sierras), y las cumbres alpinas  presentes en muchas de las montañas, así como un par en el noreste del país. La costa de Estados Unidos colinda con tres océanos: l Atlántico (y Golfo de México), el Ártico y el Pacífico. Por último, Estados Unidos comparte fronteras extensas con Canadá y México, y está relativamente cerca de las Bahamas, Cuba y otras islas del Caribe y la parte más oriental de Asia. También hay selvas tropicales, así como algunos de los desiertos más secos del mundo.
La flora nativa de Estados Unidos ha proveído al mundo con un gran número de plantas hortícolas y agrícolas, la mayoría siendo plantas ornamentales, tales como el cornejo florido, ciclamor, laurel de montaña, ciprés calvo, magnolia, y la langosta negra, todos cultivados en la actualidad en regiones templadas de todo el mundo; pero también de varias plantas de alimentos como las moras azules, las frambuesas negras, arándanos, jarabe de arce y azúcar, nueces, pinos de Monterrey y otros árboles maderables.
Algunas de las plantas nativas de Estados Unidos, tales como Franklinia alatamaha, se han extinguido, incluso en estado silvestre; otras plantas, tales como Micranthemum micranthemoides, no se han visto en décadas, pero podrían seguir existiendo. Varias otras miles de  plantas vasculares de Estados Unidos son consideradas raras, amenazadas o en peligro de extinción, ya sea a nivel mundial o dentro de los estados particulares.

## Divisiones
Según Armen Takhtajan, Robert F. Thorne, y otros geobotánicos, el territorio de Estados Unidos (incluyendo Hawái y Alaska) está dividido en tres reinos florísticos, seis regiones florísticas y doce provincias florísticas, que se caracteriza por un cierto grado de endemismo:
Reino Holártico
Región Circumboreal
Provincia Ártica
Provincia Canadiense
Región Atlántica de América del Norte
Provincia de los Apalaches
Provincia de la llanura costera del Atlántico y del Golfo
Provincia de las praderas de América del Norte
Región de Las Montañas Rocosas
Provincia de Vancouve
Provincia de las Montañas Rocosas
Región Madreana
Provincia de la Gran Cuenca
Provincia californiana
Provincia sonorense
Reino neotropical
Región Caribe
Provincia De Las Indias Occidentales
Reino paleotrópico
Región de Hawái
Provincia de Hawái

## Presentación de algunas de las plantas endémicas de Estados Unidos
| - Starr, Agrostis sandwicensis - Androsace nivalis (Douglasia nivalis) - El Lago Mono - Espinoso de la Amapola (Argemone munita) cerca de Lee Vinning Creek; primer plano de la flor - El astrágalo phoenix - Calochortus eurycarpus - Calochortus obispoensis - Ceanothus hearstiorum - Chorizanthe fimbriata - Clarkia rubicunda subsp. blasdalei - Delphinium lineapetalum - Dudleya viscida - Eriogonum crocatum - Fritillaria biflora - Lomatium thompsonii - Carizzo llanura de flores de primavera en flor - Nitrophila mohavensis - Pinus balfouriana, Trinidad Alpes - Piperia michaelii - Quercus tomentella - Sequoia grove (Sequoiadendron giganteum) - Trifolium thompsonii - Yermo xanthocephalus |